# Acalles pulverosus
Acalles pulverosus é uma espécie de insetos coleópteros polífagos pertencente à família Curculionidae.
A autoridade científica da espécie é Gemminger, tendo sido descrita no ano de 1871.
Trata-se de uma espécie presente no território português.